# Caldeirão Grande
Caldeirão Grande is een gemeente in de Braziliaanse deelstaat Bahia. De gemeente telt 13.922 inwoners (schatting 2009).